# Latnaja
Latnaja (russisch Латная) ist eine Siedlung städtischen Typs in der Oblast Woronesch in Russland mit 7528 Einwohnern (Stand 14. Oktober 2010).

## Geographie
Der Ort liegt gut 20 km Luftlinie westlich der Stadtmitte des Oblastverwaltungszentrums Woronesch auf der Wasserscheide zwischen den rechten Don-Nebenflüssen Weduga und Dewiza.
Latnaja gehört zum Rajon Semilukski, befindet sich etwa 10 km südwestlich von dessen Verwaltungssitz Semiluki und ist Sitz und einzige Ortschaft der Stadtgemeinde Latnenskoje gorodskoje posselenije.

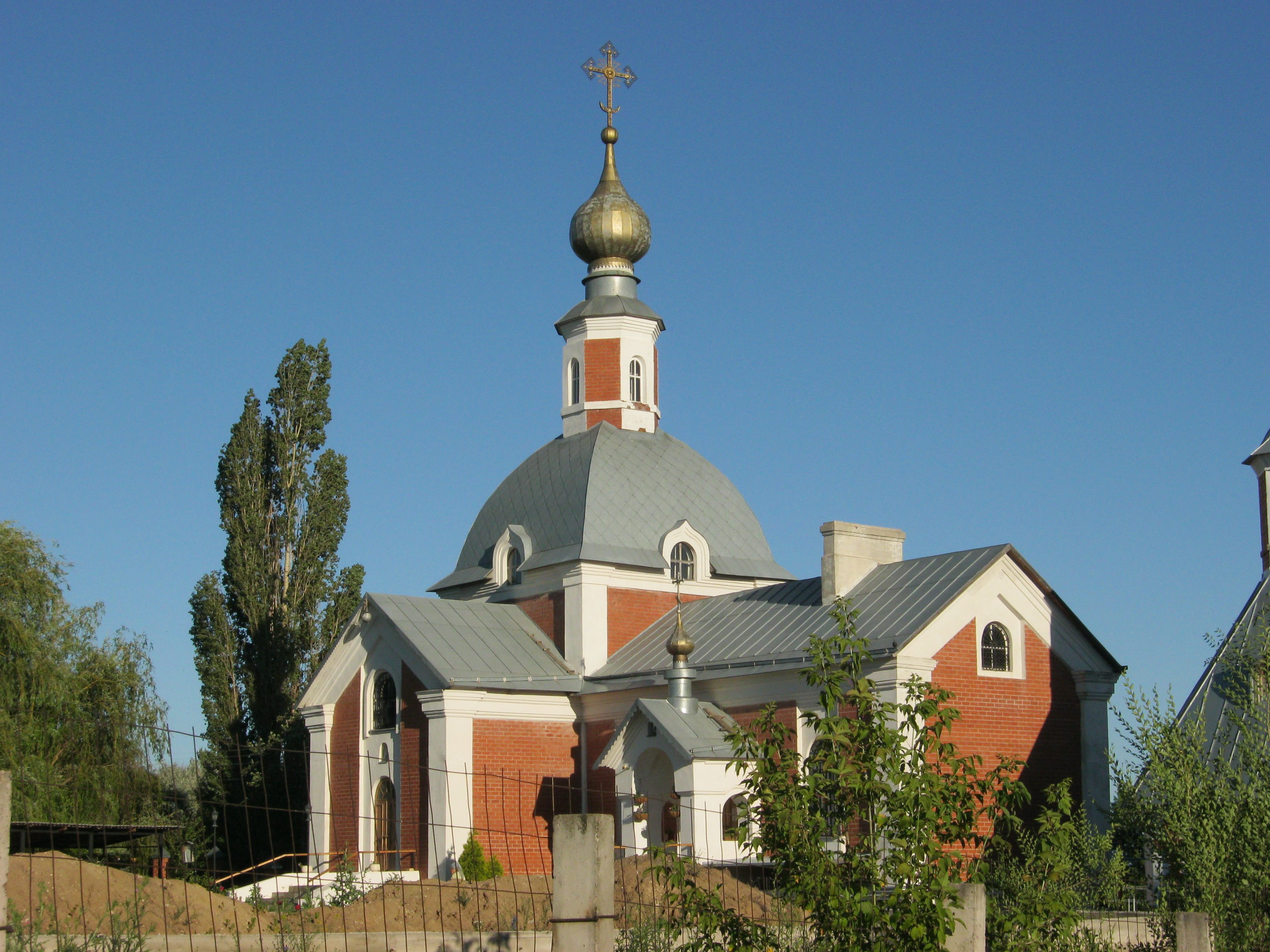
Kirche in Latnaja
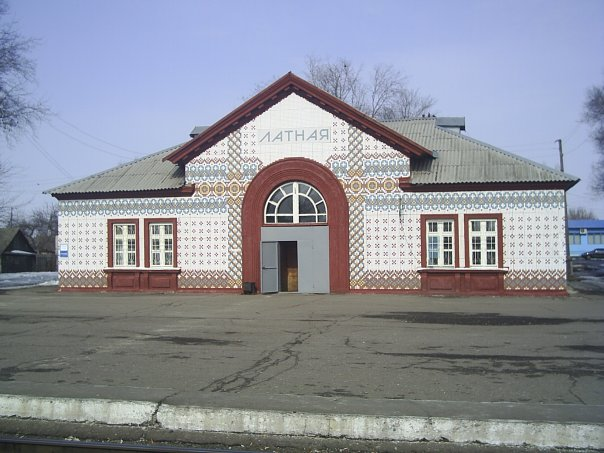
Bahnhof
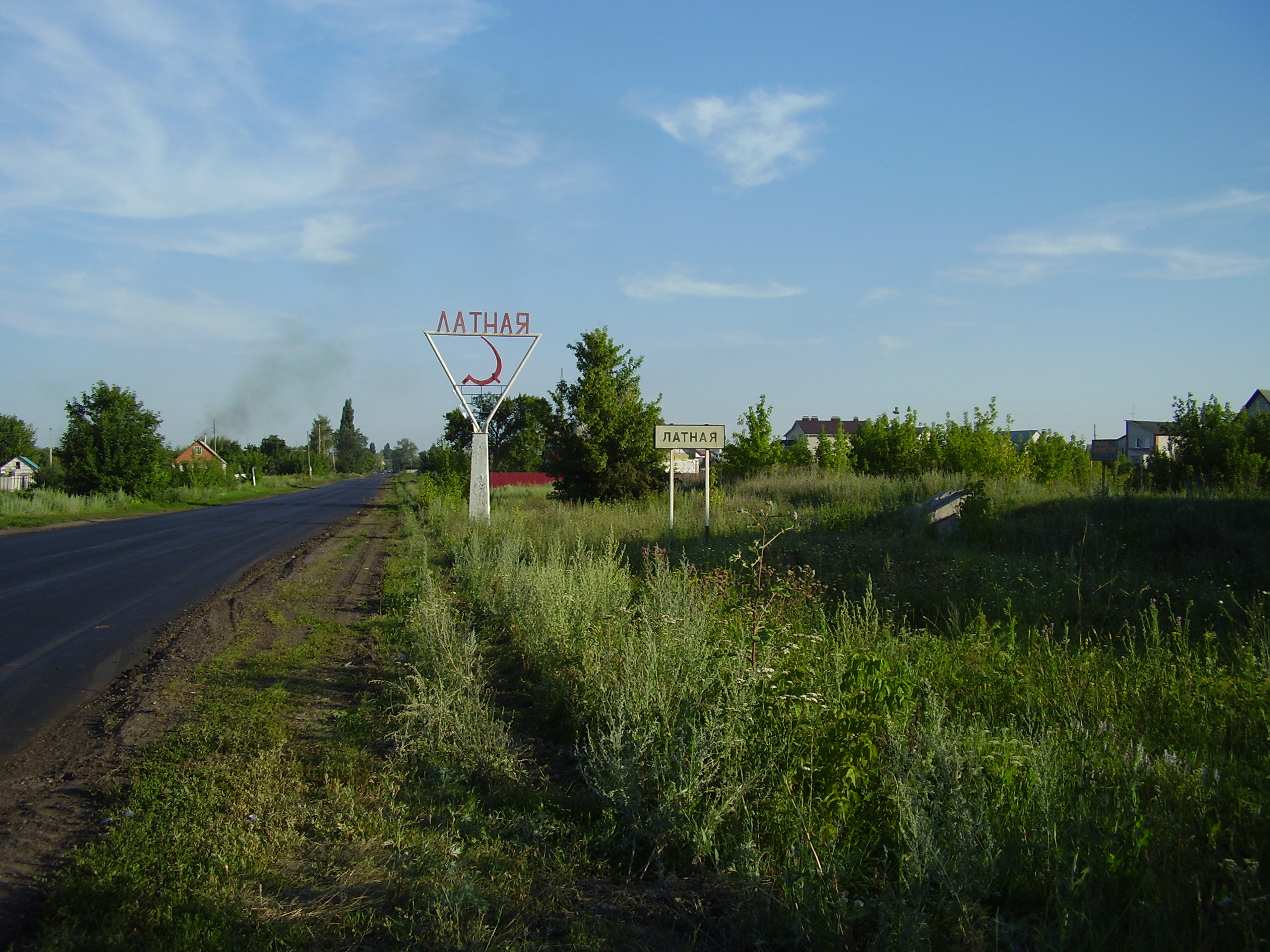
Ortseinfahrt
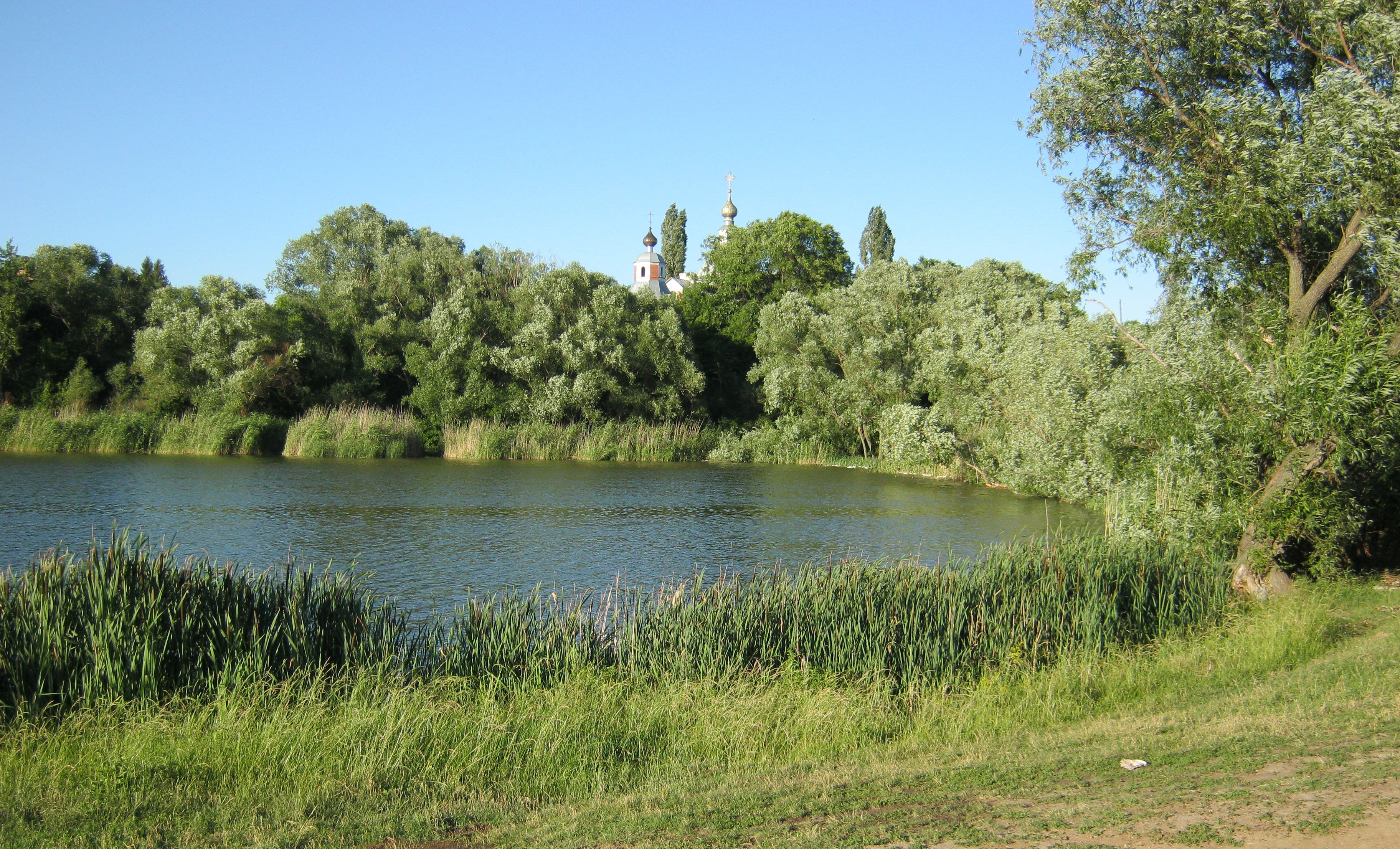
Teich am Südrand der Siedlung

## Geschichte
1887 wurde an Stelle der heutigen Ortschaft erstmals eine Ansiedlung namens Latnenskije dworiki erwähnt, mit Namensbezug zum etwa fünf Kilometer nordöstlich gelegenen Dorf Latnoje, dworiki bedeutet „kleine Höfe“. Bei der Vorbeiführung der Eisenbahnstrecke Kursk – Woronesch 1894 wurde dort eine Station eröffnet und nach dem Dorf benannt, und 1896 in der Nähe ein Schamottesteinwerk eröffnet, basierend auf einem bedeutenden, südlich gelegenen Tonvorkommen.
Größere Bedeutung erlangte die Stationssiedlung, nachdem das während des Russischen Bürgerkriegs 1920 niedergebrannte Werk 1926–1929 erweitert wiederaufgebaut worden war. Im Zweiten Weltkrieg war die Siedlung von Anfang Juli 1942 bis Ende Januar 1943 von der deutschen Wehrmacht besetzt, wobei das Werk erneut zerstört wurde. Am 12. Februar 1944 erhielt Latnaja den Status einer Siedlung städtischen Typs.

### Bevölkerungsentwicklung
| Jahr | Einwohner |
| ---- | --------- |
| 1959 | 5570      |
| 1970 | 7488      |
| 1979 | 7461      |
| 1989 | 7496      |
| 2002 | 7333      |
| 2010 | 7528      |

Anmerkung: Volkszählungsdaten

## Verkehr
Südlich am Ort vorbei verläuft die föderale Fernstraße R298 Kursk – Woronesch – Borissoglebsk. Die Bahnstation Latnaja liegt bei Kilometer 220 der Strecke Kursk – Woronesch. Dort zweigt eine Güteranschlussstrecke zu den Tongruben südlich des Ortes und zu Betrieben in der sechs Kilometer südlich gelegenen Siedlung städtischen Typs Streliza ab.